# Syri i Kaltër
Syri i Kaltër (dansk: ~ blåt øje, engelsk: ~ Blue Eye) er et kildevæld nær Muzinë i Sarandë Distrikt, Vlorë Amt, Albanien.
Kildevældet er et populært udflugtsmål. Det krystalklare blå vand vælder op fra et mere end 50 meter dybt hul i klippen. Der har været dykkere nede på 50 meters dybde, men det er stadigt uklart hvor dybt hullet egentligt er. Hullet har en diameter på ca. 10 m.
Kilden er udspringet for Bistricë floden, der er 25 km lang og ender i det Ioniske Hav syd for Sarandë.
Kildens udspring ligger 152 moh. og vandet vælder op med 18.400 l/s. Vandtemperaturen er 12,75 °C, med en maksimal afvigelse på 0,15 °C. Området omkring kildevældet er et naturreservat på 180 ha, som er bevokset med eg og ahorn. I sommeren 2004 var kildevældet tørlagt i en kort periode.

## Galleri
- Syri i kaltër
- Syri i kaltër